# الحريق (مسلسل)
الحريق هو مسلسل تلفزيوني جزائري يتناول مرحلة من مراحل الاحتلال الفرنسي للجزائر و ذلك قبل الحرب العالمية الثانية. صورالمسلسل في عام 1974 من قبل المخرج المبدع مصطفى بديع، وقام بتلحين موسيقى المسلسل الأمين بشيشي. هو مقبس من روايتي محمد ديب: دار السبيطار والحريق.
معظم الممثلين الذين ظهروا على الشاشة في هذا المسلسل لم يكونوا ممثلين أصلا ونجح مصطفى بديع في جعلهم يؤدون أدوارهم بصورة طبيعية ومهنية عالية.
تم تصوير المشاهد الخارجية للمسلسل كليا في ولاية تلمسان، وتحديدا تلك التي تظهر فيها “لالا عيني” وهي تمارس التجارة والبيع بسوق شعبية، والمشاهد الخارجية في الغابة، رفقة الطفل عمر، أما المشاهد الداخلية فقد تم تصويرها داخل بيت تم إنشاؤه بالكامل في قصر المعارض بالصنوبر البحري في العاصمة، بفضل مهندس الديكور حسان الشافعي.
المسلسل موجود في صفحة قناة التلفزيون الجزائري على اليوتوب.

## الممثلون
- شافية بوذراع في دور لالا عيني
- عايدة قشود في دور زهرة
- بيونة في دور فاطمة
- عبد الرحمان لوطاسية في دور عمار الصغير
- حميد حناشي